# Dariéntangara
Dariéntangara (Tangara fucosa) är en fågel i familjen tangaror inom ordningen tättingar.

## Utbredning och systematik
Fågeln förekommer i höglänta områden i östligaste Panama (Darién) och närliggande Colombia. Den behandlas som monotypisk, det vill säga att den inte delas in i några underarter.

## Status
IUCN kategoriserar arten som livskraftig.